# Gymnosporangium bermudianum
Gymnosporangium bermudianum är en svampart som beskrevs av Earle 1893. Gymnosporangium bermudianum ingår i släktet Gymnosporangium och familjen Pucciniaceae.   Inga underarter finns listade i Catalogue of Life.